# MOL Liga 2012/13
Die Spielzeit 2012/13 war die fünfte reguläre Austragung der internationalen MOL Liga, der höchsten gemeinsamen Eishockeyspielklasse Rumäniens und Ungarns. Zum ersten Mal nahm eine Mannschaft aus der Slowakei teil. Meister wurde Dab.Docler aus Dunaújváros, die ihm Playoff-Finale den HSC Csíkszereda nach sechs Spielen mit 4:2 besiegte.

## Teilnehmer
Mit den Ice Tigers Nové Zámky wurde erstmals eine Mannschaft aus der Slowakei in die Liga aufgenommen. Die Mannschaft aus Nové Zámky war in den Jahren zuvor bereits Kooperationspartner der Budapest Stars/Vasas HC.
Die Verantwortlichen vom ungarischen Verein Fehérvár AV19 beschlossen, ihr Farmteam, d. h. ihre zweite Mannschaft, wegen ihrer Verpflichtungen in der Erste Bank Young Stars League nicht mehr in MOL Liga zu melden. Da der Status der Eishockey-Rangers von Steaua Bukarest aufgrund politischer Bewegungen in Rumänien ungewiss war, wurde die Teilnahme abgesagt, da nicht garantiert werden konnte, dass die Vereine die komplette Saison durchspielen würde.
Weitere Kandidaten für eine Teilnahme waren HK 38 Dubnica aus der Slowakei und der HK Partizan Belgrad aus Serbien. Die Belgrader hatten Probleme im Gesamtverein zu lösen, die keine adäquate Vorbereitung auf die Saison ermöglichten, während die Slowaken nicht die erforderliche Genehmigung zur Teilnahme vom Slowakischen Eishockeyverband erhielten.
- ASC Corona 2010 Brașov aus Brașov, ung. Brassó
- HSC Csíkszereda aus Miercurea Ciuc, ung. Csíkszereda
- Dab. Docler aus Dunaújváros
- Ferencváros ESMTK aus Budapest
- Miskolci Jegesmedvék JSE aus Miskolc
- Újpesti TE aus Budapest
- Ice Tigers Nové Zámky

## Grunddurchgang
Gespielt wurde eine vierfache Hin- und Rückrunde, was insgesamt 48 Spiele für jede Mannschaft ergab.

### Tabelle
| Pl. |                          | Sp | S  | OTS | OTN | N  | Tore    | Punkte |
| 1.  | Dab. Docler              | 48 | 32 | 4   | 2   | 10 | 204:116 | 106    |
| 2.  | Miskolci Jegesmedvék JSE | 48 | 27 | 3   | 4   | 14 | 210:135 | 91     |
| 3.  | HSC Csíkszereda          | 48 | 25 | 3   | 5   | 15 | 155:140 | 86     |
| 4.  | Ice Tigers Nové Zámky    | 48 | 26 | 3   | 1   | 18 | 163:137 | 85     |
| 5.  | ASC Corona 2010 Brașov   | 48 | 24 | 5   | 3   | 16 | 175:135 | 85     |
| 6.  | Ferencváros ESMTK        | 48 | 6  | 5   | 3   | 34 | 118:211 | 31     |
| 7.  | Újpesti TE               | 48 | 3  | 2   | 7   | 36 | 87:238  | 20     |

### Zuschauer
| Team                     | Zuschauer | Durchschnitt |
| Miskolci Jegesmedvék JSE | 27.344    | 1.139        |
| ASC Corona 2010 Brașov   | 27.100    | 1.129        |
| HSC Csíkszereda          | 22.254    | 927          |
| Dab. Docler              | 20.450    | 852          |
| Ice Tigers Nové Zámky    | 9.266     | 386          |
| Újpesti TE               | 5.601     | 233          |
| Ferencváros ESMTK        | 5.538     | 231          |
| gesamt                   | 117.553   | 700          |

### Beste Scorer
Abkürzungen:  Sp = Spiele, T = Tore, V = Assists, Pkt = Punkte, +/- = Plus/Minus
| Spieler             | Team                 | Sp | T  | V  | Pkt | +/- |
| ------------------- | -------------------- | -- | -- | -- | --- | --- |
| Joshua Bonar        | ASC Corona Brasov    | 40 | 30 | 43 | 73  | +27 |
| Martin Saluga       | Miskolci Jegesmedvék | 44 | 28 | 44 | 72  | +36 |
| Nikandrosz Galanisz | Dab. Docler          | 43 | 22 | 44 | 66  | +40 |
| Dávid Szappanos     | Dab. Docler          | 46 | 32 | 29 | 61  | +36 |
| Vaclav Novak        | HSC Csíkszereda      | 48 | 22 | 38 | 60  | +13 |
| Szabolcs Fodor      | Miskolci Jegesmedvék | 47 | 28 | 31 | 59  | +26 |
| Gergõ Nagy          | Miskolci Jegesmedvék | 38 | 16 | 42 | 58  | +16 |
| Attila Pavuk        | Dab. Docler          | 47 | 17 | 39 | 56  | +27 |
| Ľubomír Hurtaj      | HSC Csíkszereda      | 48 | 21 | 33 | 54  | +11 |
| Miroslav Stefanka   | HK Nové Zámky        | 48 | 13 | 39 | 52  | +15 |

## Play-offs

### Halbfinale
| Serie                                   | Endstand | Spiel 1             | Spiel 2             | Spiel 3             | Spiel 4                        | Spiel 5 |
| Dab.Docler – Miskolci Jegesmedvék JSE   | 3:1      | 7:2 (4:1, 1:1, 2:0) | 2:4 (0:2, 2:1, 0:1) | 4:1 (1:1, 0:0, 3:0) | 2:1 n. V. (0:1, 1:0, 0:0, 1:0) | –       |
| HSC Csíkszereda – Ice Tigers Nové Zámky | 3:0      | 5:3 (0:1, 2:2, 3:0) | 7:0 (3:0, 3:0, 1:0) | 4:1 (2:1, 1:0, 1:0) | –                              | –       |

### Finale
| Serie                        | Endstand | Spiel 1             | Spiel 2             | Spiel 3                        | Spiel 4                        | Spiel 5                        | Spiel 6             | Spiel 7 |
| Dab.Docler – HSC Csíkszereda | 4:2      | 2:0 (0:0, 1:0, 1:0) | 1:3 (0:0, 0:1, 1:2) | 4:3 n. V. (2:2, 0:0, 1:1, 1:0) | 3:2 n. V. (1:0, 0:0, 1:2, 1:0) | 1:2 n. V. (1:0, 0:1, 0:0, 0:1) | 4:0 (0:0, 2:0, 2:0) | –       |

### Zuschauer
| Team                     | Heimsp. | Zuschauer | Durchschnitt |
| ------------------------ | ------- | --------- | ------------ |
| Dab. Docler              | 5       | 11.400    | 2.280        |
| HSC Csíkszereda          | 5       | 10.500    | 2.100        |
| Miskolci Jegesmedvék JSE | 2       | 3.300     | 1.650        |
| Ice Tigers Nové Zámky    | 1       | 526       | 526          |
| gesamt                   | 13      | 25.726    | 1.979        |

### Beste Scorer
Abkürzungen:  Sp = Spiele, T = Tore, V = Assists, Pkt = Punkte, +/− = Plus/Minus
| Spieler             | Team            | Sp | T | V | Pkt | +/− |
| ------------------- | --------------- | -- | - | - | --- | --- |
| Nikandrosz Galanisz | Dab.Docler      | 10 | 5 | 7 | 12  | +6  |
| Dávid Szappanos     | Dab.Docler      | 10 | 4 | 5 | 9   | +4  |
| Jozef Mihalik       | Dab.Docler      | 10 | 2 | 7 | 9   | +4  |
| Ľubomír Hurtaj      | HSC Csíkszereda | 9  | 6 | 1 | 7   | +2  |
| Vaclav Novak        | HSC Csíkszereda | 9  | 3 | 4 | 7   | +2  |

### Beste Torhüter
Abkürzungen:  Sp = Spiele, Min = Eiszeit (in Minuten), GT = Gegentore, SaT = Schüsse aufs Tor, Svs = gehaltene Schüsse, Sv% = gehaltene Schüsse (in %), GTS = Gegentorschnitt
| Spieler          | Team                 | Sp | Min    | SaT | Svs | GT | Sv%   | GTS  |
| ---------------- | -------------------- | -- | ------ | --- | --- | -- | ----- | ---- |
| Peter Ševela     | Dab. Docler          | 10 | 613:40 | 326 | 309 | 17 | 94,78 | 1,66 |
| Stanislav Kožuch | HSC Csíkszereda      | 9  | 554:49 | 304 | 285 | 19 | 93,75 | 2,05 |
| Dávid Gyenes     | Miskolci Jegesmedvék | 4  | 230:00 | 121 | 110 | 11 | 90,90 | 2,86 |
| Karol Križan     | HK Nové Zámky        | 3  | 139:05 | 82  | 71  | 11 | 86,58 | 4,74 |

## Kader des MOL-Liga-Siegers
| MOL-Liga-Sieger Dab.Docler | Torhüter: Tamás Kiss, Peter Ševela Verteidiger: Marek Chvatal, Adrián Hüffner, Dániel Kiss, Viktor Lindgren, Richárd Nagy, Robert Sabadoš Angreifer: Zsolt Azari, Nikandrosz Galanisz, Tamás Gröschl, Ákos Kiss, Jozef Mihalik, Viktor Papp, Csaba Papp, Attila Pavuk, Imre Peterdi, Balázs Somogyi, Hunor Strenk, Dávid Szappanos, Lajos Tőkési, Artyom Vaszjunyin, Tamás Virág Trainerstab: Stephan Lundh, Szilassy Zoltán, Berényi Norbert |